# Kem (cantante)
Kim Owens, noto semplicemente come Kem (Nashville, 23 luglio 1967), è un cantautore statunitense.

## Carriera
Nato a Nashville (Tennessee), è comunque cresciuto e vive a Detroit (Michigan).
Ha prodotto e scritto il suo album di debutto Kemistry, che poi è stato ripubblicato nel 2003 dopo che l'artista ha firmato un contratto con la prestigiosa etichetta discografica Motown Records.
Il secondo album è uscito nel maggio 2005 ed è stato certificato disco di platino dalla RIAA.
Nell'agosto 2010 è uscito Intimacy: Album III, anch'esso un successo che ha raggiunto la posizione #2 della classifica Billboard 200.
Nell'ambito dei Grammy Awards 2011 ha ricevuto le candidature nelle categorie "Best R&B Male Performance" e "Best R&B Song".
Il successivo Promise to Love (agosto 2014) si è piazzato fino al terzo posto della classifica di vendita.
Ai Grammy Awards 2015 è candidato nella categoria "Best Traditional R&B Performance".

## Discografia
Album studio
- 2003 - Kemistry
- 2005 - Album II
- 2010 - Intimacy: Album III
- 2012 - What Christmas Means (album natalizio)
- 2014 - Promise to Love